# Историја српске књижевности

## Историја српске књижевности (премаЈовану Деретићу)
- Српска народна књижевност
  - Српска народна проза
  - Српска народна лирика
  - Српска народна епика до Вукових записа
  - Класична редакција српске народне епике
- Српска средњовековна књижевност (средњовековна књижевност)
  - Почеци српске књижевности (10 - 12. век)
  - Српска књижевност епохе Немањића (13. век - 1389)
  - Позни средњи век у српској књижевности (1389 - 1459)
  - Српска књижевност под Турцима (1459 - 1537)
- Барок у српској књижевности (барок)
  - Последњи процват старе српске књижевности
  - Рускословенско доба у српској књижевности
- Класицизам у српској књижевности
  - Доситеј Обрадовић
  - Српска књижевност епохе просветитељства
  - Сентименталистичка и класицистичка поезија у српској књижевности
- Предромантизам у српској књижевности (предромантизам)
  - Српско песништво од неокласицизма ка романтизму
  - Стварање оригиналне српске драме
- Романтизам у српској књижевности (романтизам)
  - Српски романтизам 40-их година
  - Српски романтизам омладинског доба
- Реализам у српској књижевности (реализам)
  - Рани реализам у српској књижевности
  - Критички реализам у српској књижевности
  - Српско песништво у доба реализма
  - Српска драма у доба реализма
  - Сазревање критике у српској књижевности
- Модерна у српској књижевности (модерна)
  - Критика српске модерне
  - Српска парнасо-симболичка поезија
  - Лирски реалисти српске модерне
  - Српска постреалистичка проза
- Авангарда у српској књижевности (авангарда (уметност))
  - Експресионизам у српској књижевности
  - Надреализам у српској књижевности
- Нови реализам у српској књижевности (нови реализам)
  - Социјална литература у српској књижевности и формирање књижевне левице
  - Традиционална литература у српској књижевности 20. века
  - Иво Андрић
  - Српска комунистичка књижевност Другог светског рата
- Постмодерна у српској књижевности (постмодерна)
  - Српска постмодерна проза
  - Српска постмодерна поезија
  - Српска постмодерна драма и сатира
  - Српска постмодерна књижевна критика и историја књижевности